# Ostholstein-Museum Eutin
Het Ostholstein-Museum is een museum in Eutin in de Noord-Duitse deelstaat  Sleeswijk-Holstein. Het museum bevindt zich in de voormalige stallen van het Eutiner Schloss. Een ander museum, dat voorheen als Ostholstein-Museum werd aangeduid, is het nabijgelegen "Museum der Stadt Neustadt in Holstein".
Het museum richt zich op de historie van Eutin, het vorstendom Lübeck en de periode van culturele bloei rond 1800 waaraan het de bijnaam Weimar van het Noorden dankte.

## Collectie
Het museum gaat in op de geschiedenis van de Kreis Ostholstein, waarbij de nadruk ligt op het de voormalige Kreis Eutin en het vorstendom Lübeck. Hierin is ook plaats voor de cultuurhistorie van de regio, zoals hoe mensen in het verleden woonden, het werk van goud- en zilversmeden en de vervaardiging van  faience in de Stockelsdorfer Fayencemanufaktur. In het museum zijn schilderijen te zien die in de omgeving zijn gemaakt.
In de permanente expositie is de tijd van Eutin als Weimar van het noorden opgenomen, een periode van culturele bloei rond het jaar 1800. Boegbeelden uit die tijd die in het museum extra aandacht krijgen zijn de componist Carl Maria von Weber, de kunstschilder Johann Heinrich Wilhelm Tischbein en de dichters Friedrich Leopold zu Stolberg-Stolberg en Johann Heinrich Voß.

## Geschiedenis

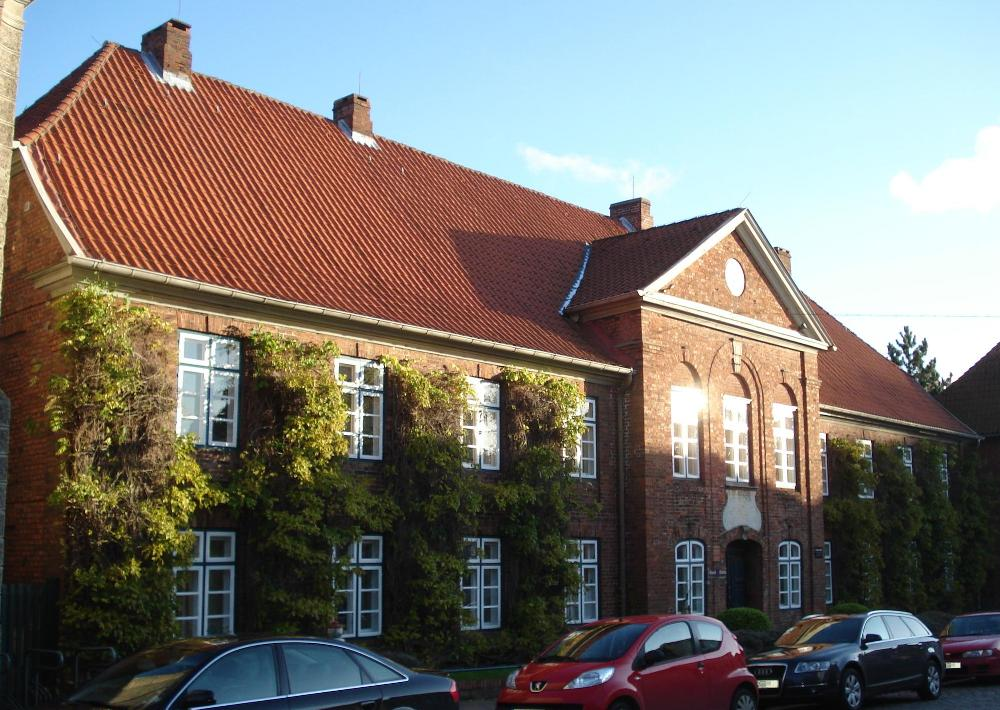
Het voormalige St.Georg-Hospital in Eutin, sinds 1884, en van 1948 tot 1986 vestiging van het Ostholstein-Museum

Aan het eind van de 19e eeuw werden museumstukken provisorisch in een kamer in Eutin opgesteld en in 1884 werden ze verhuisd naar lokalen van een school die in het voormalige St.-Georg-Hospital was gevestigd. Er volgden nog meer verhuizingen. Belangrijk rondom de oprichting van het museum waren de bemoeienissen van de predikant Heinrich Aye (1851-1923) en in 1889 de oprichting van de vereniging voor oudheidkunde en geschiedenis in het vorstendom Lübeck.
In 1934 kreeg het museum de status van Landesmuseum voor het landsdeel Lübeck. In 1937 volgde de oprichting van de Kreis Eutin. Deze nam de stukken van het museum over en hernoemde het naar Kreis-Heimat-Museum. Het museum werd opnieuw ondergebracht in het voormalige St.-Georg-Hospital en in een aangrenzend gebouw dat het Organistenhaus wordt genoemd. De collectie werd opnieuw samengesteld en het museum kreeg onder meer de opdracht mee de geschiedenis van het gebied en het vorstendom Lübeck te documenteren en in te gaan op de periode van het Weimar des Nordens rond 1800.
Vanaf 1942, in het midden van de Tweede Wereldoorlog, werden de museumstukken geleidelijk geëvacueerd en opgeslagen. De heropening volgde in 1948, opnieuw in het voormalige St.-Georg-Hospital.
Vanaf 1986 volgde de verhuizing van de museumstukken naar de voormalige stallen van het Eutiner slot. Het deel van de collectie aangaande de prehistorie en protohistorie werd overgebracht naar het toenmalige Ostholstein-Museum in Neustadt in Holstein dat later werd hernoemd naar Museum der Stadt Neustadt in Holstein. In 1989 volgde de heropening.

## Impressie

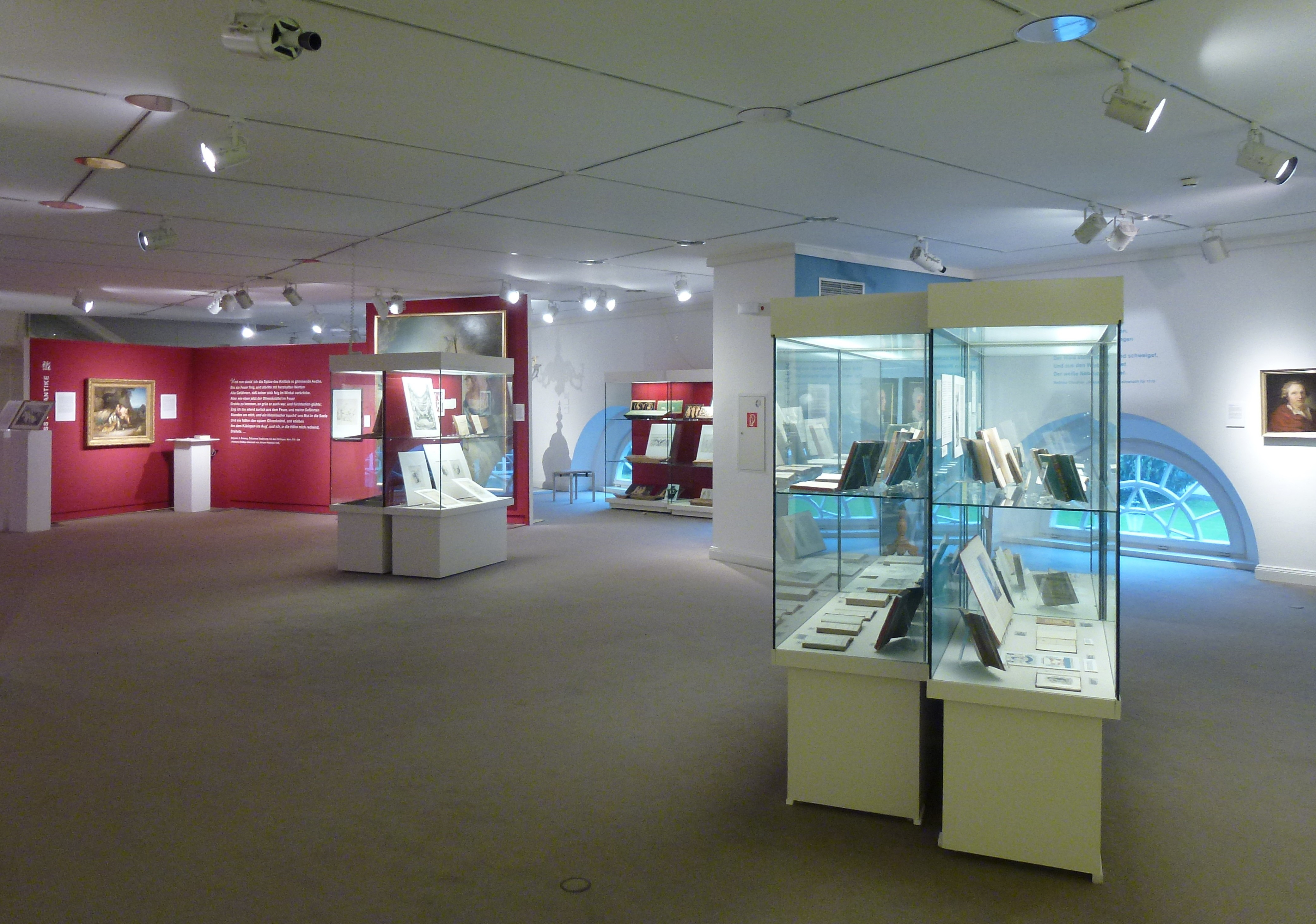
permanente expositie
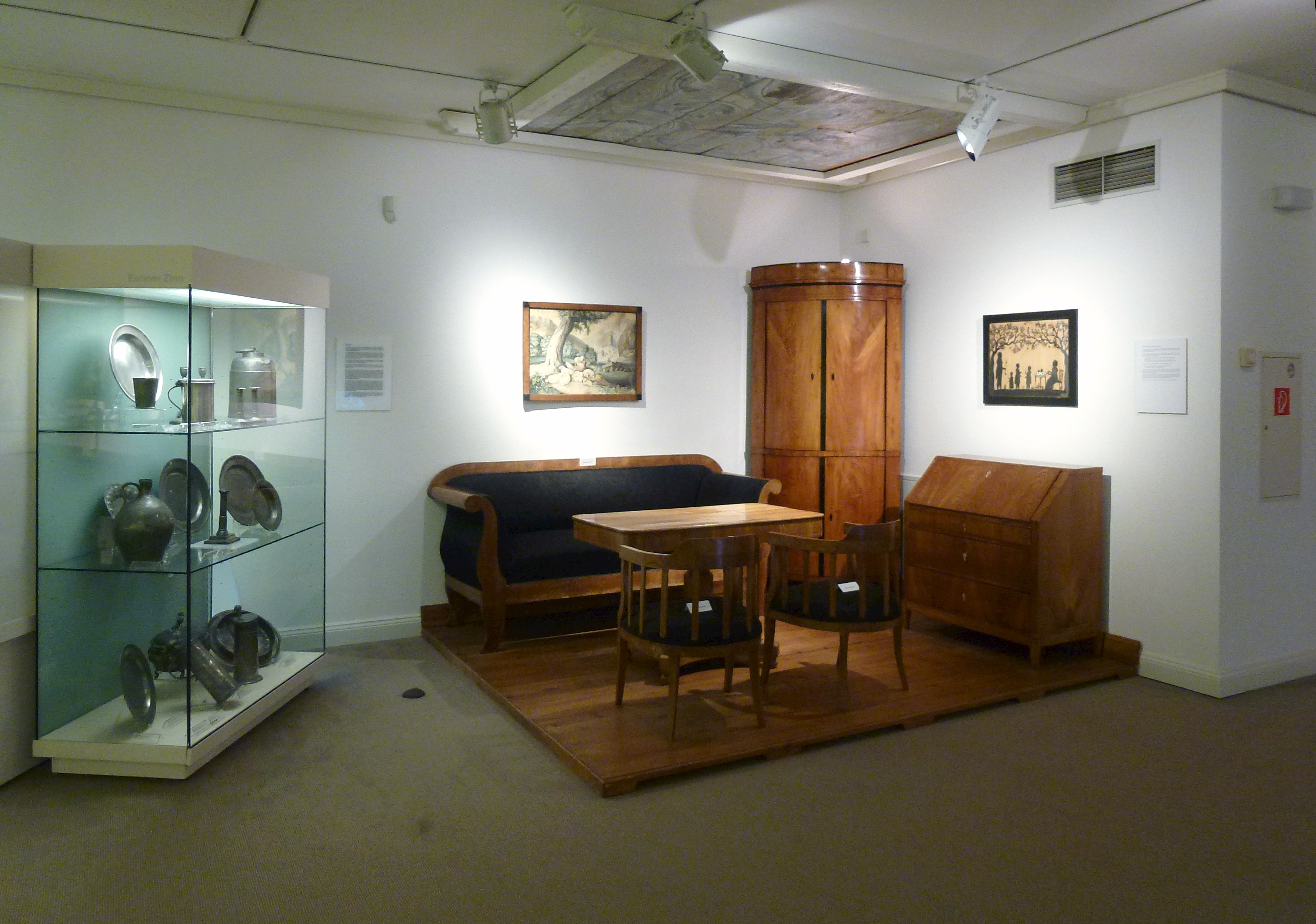
permanente expositie
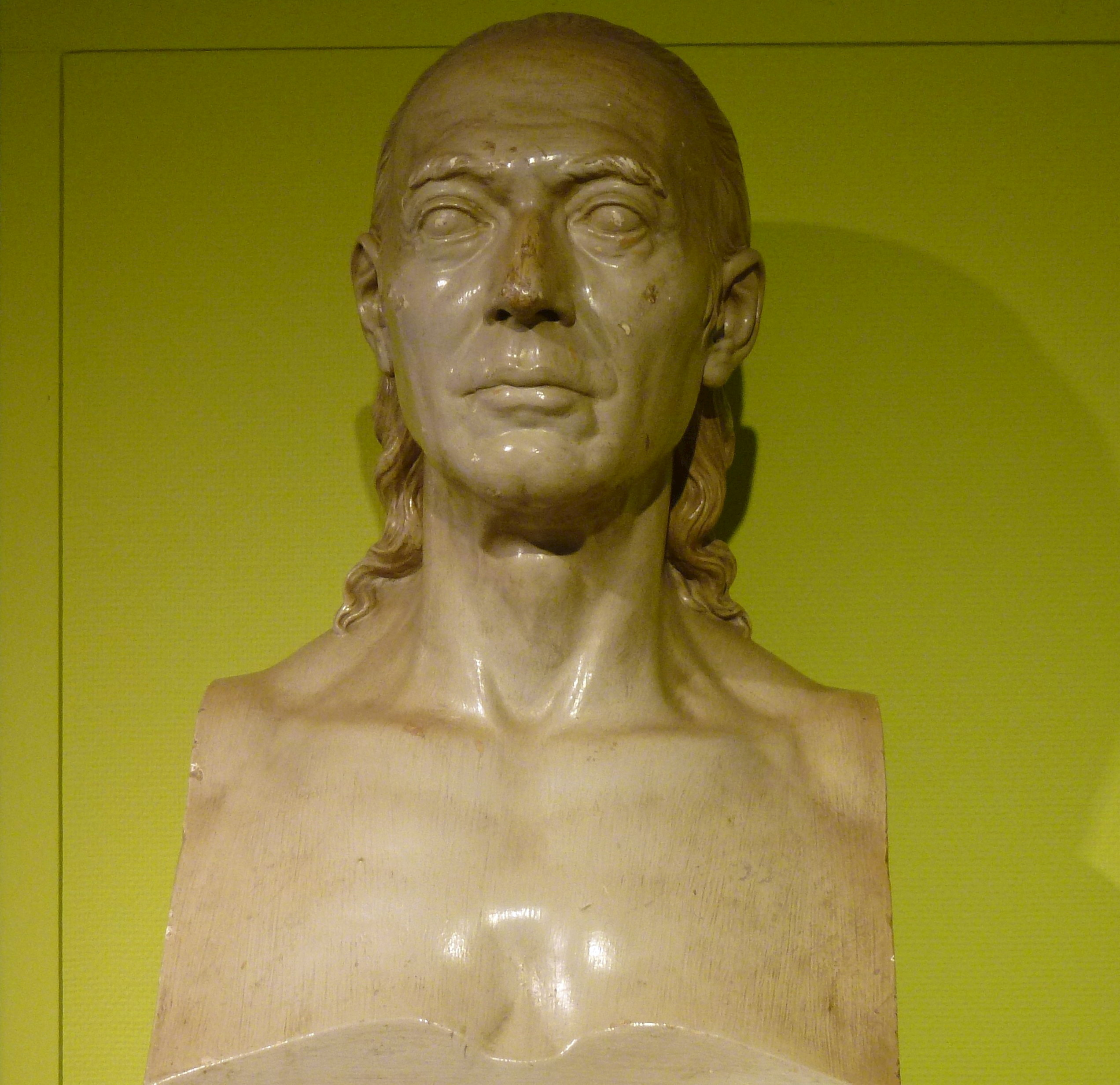
gipsafdruk van Johann Heinrich Voß
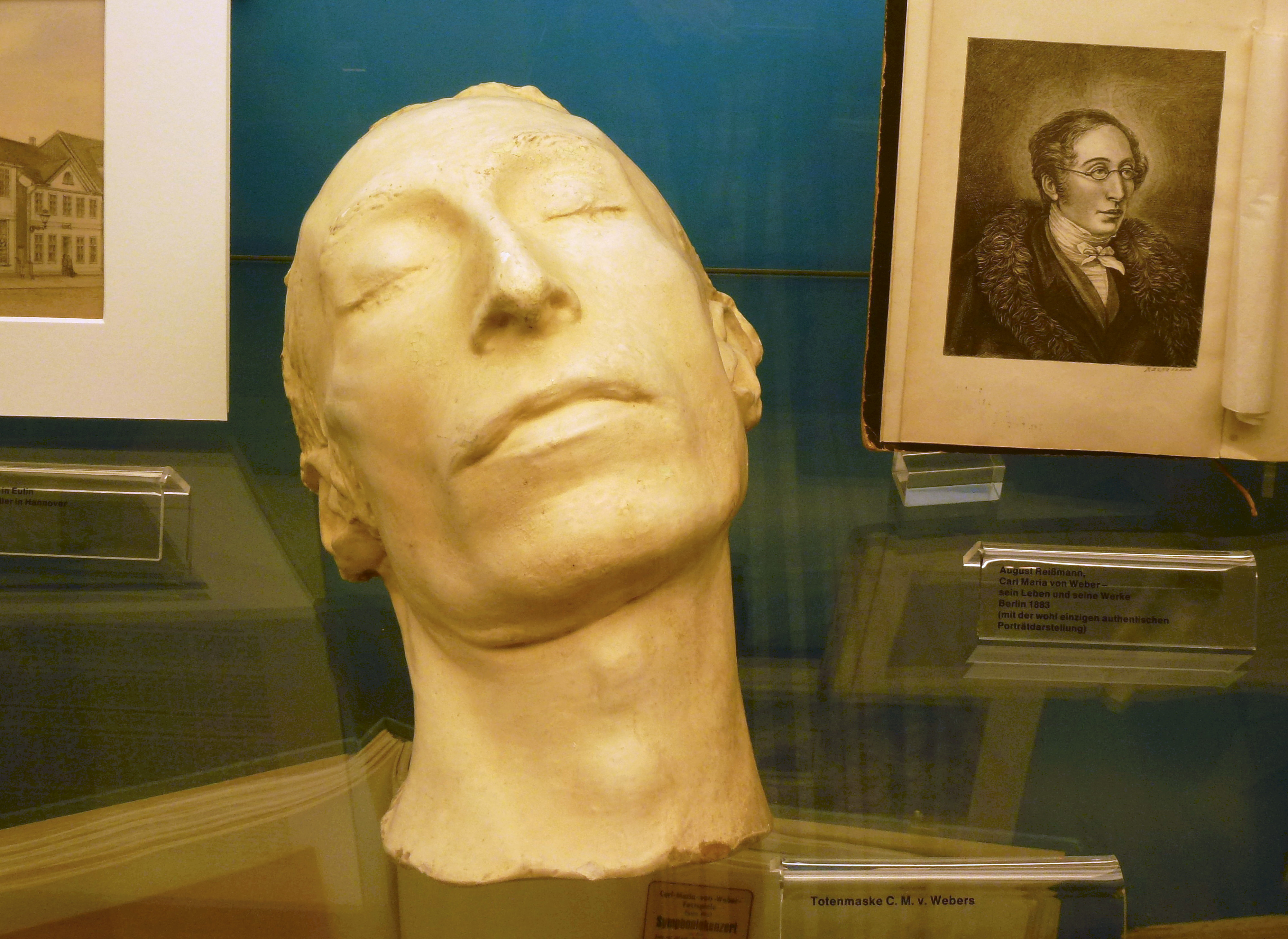
dodenmasker Carl Maria von Weber